# Ilona Zrínyi
La contessa Ilona Zrínyi (in croato  Jelena Zrinska, in ungherese Zrínyi Ilona; Ozalj, 1643 – Izmit, 18 febbraio 1703) è stata una nobile ungherese.
Fu una degli ultimi membri sopravvissuti della famiglia nobile croato-ungherese Zrinski/Zrínyi. Era la figlia di Petar Zrinski, bano (viceré) della Croazia e moglie di Francesco Rákóczi I e Imre Thököly, così come la madre di Francesco Rákóczi II.  È ricordata nella storia per aver difeso il Castello di Palanok contro l'esercito imperiale tra il 1685 e il 1688, un atto per il quale è stata considerata un'eroina in Ungheria. 

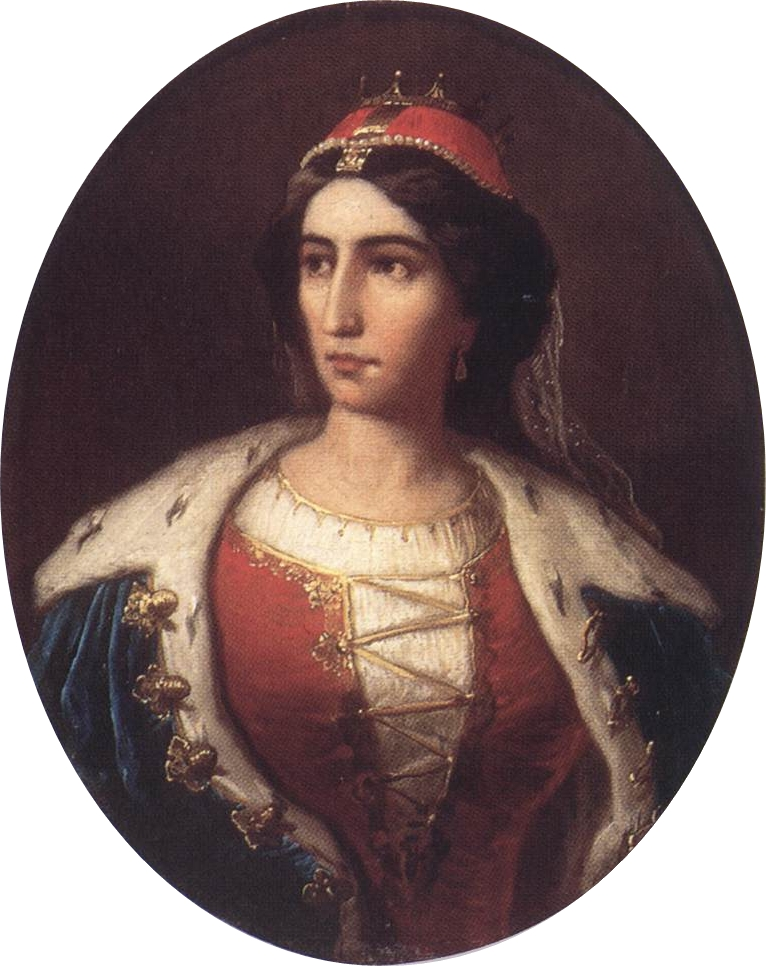
Ilona Zrínyi, ritratto di Károly Jakobey

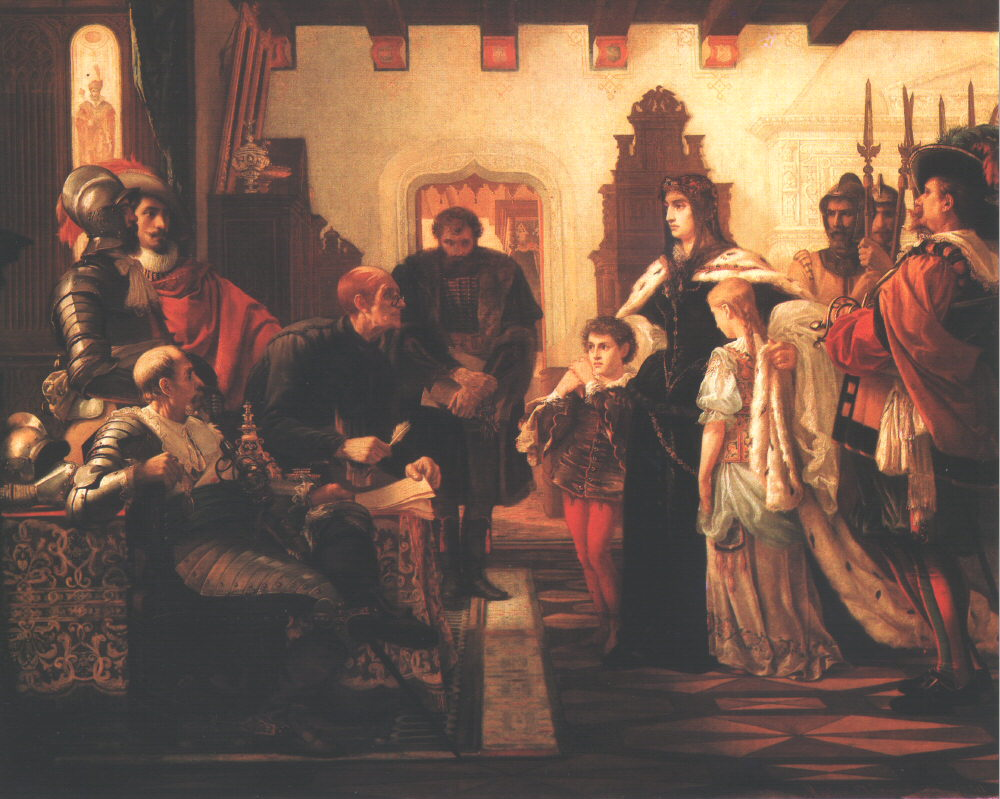
Ilona Zrínyi nel Castello di Mukačevo (Zrínyi Ilona Munkács várában), dipinto da Victor Madarász

## Biografia

### Primi anni e famiglia
Ilona nacque Jelena Zrinska ad Ozalj, in Croazia. Era la prima figlia del Bano croato Petar Zrinski e di sua moglie Katarina Zrinska nata Frankopan, una poetessa croata. Più tardi i suoi genitori ebbero due figlie, Judita Petronila (1652-1699), Aurora Veronika (1658-1735), e un figlio, Ivan Antun (1651-1703). Ilona e i suoi fratelli furono l'ultima generazione di discendenti della un tempo potente famiglia Zrinski.
Dalla sua infanzia era conosciuta per la sua bellezza e buona educazione. Ci sono poche informazioni sulla sua istruzione; è noto però che acquisì un alto livello di conoscenza all'interno della sua famiglia, non solo da suo padre e sua madre, scrittori croati e persone erudite, ma anche da suo zio Miklós Zrínyi.

### Matrimoni
Il 1 ° marzo 1666 sposò Francesco Rákóczi, con il quale ebbe tre figli: György, nato nel 1667, morto nell'infanzia, Julianna, nata nel 1672, e Ferenc (comunemente noto come Francesco II Rákóczi), nato nel 1676. L'8 giugno 1676, poco dopo la nascita di Francesco II, morì il maggiore Francesco. La vedova Ilona chiese la tutela dei suoi figli concessale contro il parere dei consiglieri dell'Imperatore Leopoldo I e contro il volere di Francesco I. In questo modo mantenne anche il controllo sulle vaste proprietà di Rákóczi, che includevano tra loro i castelli di Regéc, Sárospatak, Makovica e Mukačevo. Nel 1682 sposò Imre Thököly e divenne un'attiva alleata del suo secondo marito nella rivolta dei kuruc contro gli Asburgo.

### Difesa del castello di Palanok
Dopo la sconfitta del 1683 nella Battaglia di Vienna, sia le forze ottomane che i combattenti kuruc alleati di Thököly non ebbero altra scelta che ritirarsi, e Thököly perse rapidamente un castello di Rákóczi dopo l'altro. Alla fine del 1685 l'esercito imperiale circondò l'ultima fortezza rimasta, il castello di Palanok a Mukačevo. Ilona Zrínyi difese da sola il castello per tre anni (1685–1688) contro le forze del Generale Antonio Caraffa.

### Internamento, esilio e morte
Dopo la riconquista di Buda, la situazione divenne insostenibile, e il 17 gennaio 1688 Ilona non ebbe altra scelta che abbandonare il castello, con l'intesa che i difensori avrebbero ricevuto l'amnistia dall'Imperatore, e che le proprietà di Rákóczi sarebbero rimaste nel nome dei suoi figli. In base a questo accordo, lei e i suoi figli si recarono immediatamente a Vienna, dove in violazione del patto i bambini le furono portati via. Ilona visse fino al 1691 nel convento delle Orsoline, dove fu allevata anche la figlia Julianna. Suo figlio Francesco fu immediatamente condotto alla scuola dei Gesuiti a Neuhaus.
All'epoca suo marito Thököly stava ancora combattendo con i suoi ribelli kuruc contro l'esercito asburgico nell'Alta Ungheria. Quando il generale asburgico Heisler fu catturato da Thököly, fu organizzato uno scambio di prigionieri e Ilona si unì a suo marito in Transilvania. Nel 1699, tuttavia, dopo la firma del Trattato di Carlowitz, entrambi i coniugi, dopo essersi trovati dalla parte dei perdenti, dovettero recarsi in esilio nell'Impero Ottomano. La contessa visse a Galata, un quartiere di Costantinopoli, e in seguito a İzmit, dove morì il 18 febbraio 1703. Fu sepolta nella Chiesa di Santa Maria della Cisterna a Galata.

### Discendenti
Dal suo primo matrimonio con Francesco Rákóczi, Ilona ebbe tre figli:
- György (1667–1667)
- Julianna Borbála (settembre 1672-1717)
- Francesco II (27 marzo 1676-8 aprile 1735)

Dal suo secondo matrimonio con Imre Thököly, Ilona ebbe tre figli, tutti morti in giovane età (inclusa una di cui era incinta durante l'assedio di Mukačevo).

## Eredità
Ilona Zrínyi è celebrata in Croazia e in Ungheria come una delle più grandi eroine nazionali, patrioti e combattenti per la libertà che si sono opposti, anche se senza successo, alle aspirazioni di autocrazia e assolutismo degli Absburgo. Il suo figlio ancora più famoso Francesco II Rákóczi continuò la battaglia per l'indipendenza dell'Ungheria (1703–1711).
Nell'ottobre del 1906 i resti della contessa croata furono reinterrati con quelli di suo figlio nella Cattedrale di Sant'Elisabetta a Košice.

## Onorificenze
- Francobollo postale emesso dall'Ungheria il 28 settembre 1952.[1]